# Ключ 19
| 力                     | 力             | 力             |
| ---------------------- | -------------- | -------------- |
| 18                     | 19             | 20             |
| Піньінь:               | lì             | lì             |
| Чжуїнь:                | ㄌㄧ           | ㄌㄧ           |
| Вейд-Джайлз:           | li4            | li4            |
| Ютпхін:                | lik6           | lik6           |
| Он:                    | リョク ryoku   | リョク ryoku   |
| Кун:                   | ちから chikara | ちから chikara |
| Кандзі:                | 力 chikara     | 力 chikara     |
| Хун:                   | 력 (역) ryeok  | 력 (역) ryeok  |
| Им:                    | 힘 him         | 힘 him         |
| Індекс у Вікісловнику: | 力             | 力             |

Ключ 19 — ієрогліфічний ключ, що означає сила і є одним із 23 (загалом існує 214) ключів Кансі, що складаються з двох рисок. 
У Словнику Кансі 163 символи із 40 000 використовують цей ключ.

## Символи, що використовують ключ 19

Як писати ієрогліф.

| кількість рисок | ієрогліфи                              |
| --------------- | -------------------------------------- |
| без додаткових  | 力                                     |
| 1 додаткова     | 劜                                     |
| 2 додаткові     | 劝 办                                  |
| 3 додаткові     | 功 加 务 劢                            |
| 4 додаткові     | 劣 劤 劥 劦 劧 动 攰                   |
| 5 додаткових    | 助 努 劫 劬 劭 劮 劯 劰 励 劲 劳 労    |
| 6 додаткових    | 劵 劶 劷 劸 効 劺 劻 劼 劽 劾 势       |
| 7 додаткових    | 勀 勁 勂 勃 勄 勅 勆 勇 勈 勉 勊 勋 巭 |
| 8 додаткових    | 勌 勍 勎 勏 勐 勑                      |
| 9 додаткових    | 勒 勓 勔 動 勖 勗 勘 務 勚             |
| 10 додаткових   | 勛 勜 勝 勞                            |
| 11 додаткових   | 募 勠 勡 勢 勣 勤 勥 勦 勧             |
| 12 додаткових   | 勨 勩 勪 勫 勬 勭                      |
| 13 додаткових   | 勮 勯 勰 勱 勲                         |
| 14 додаткових   | 勳                                     |
| 15 додаткових   | 勴 勵 勶                               |
| 17 додаткових   | 勷                                     |
| 18 додаткових   | 勸                                     |